# Nectophrynoides laevis
Nectophrynoides laevis é uma espécie de sapo da família Bufonidae. Ela é endêmica na Tanzânia. Seu habitat natural são as florestas tropicais e subtropicais úmidas de montanha, pradarias de baixa atitude subtropical ou tropical e pântanos. 